# 河津未来
河津 未来（かわづ みらい、Mirai Kawazu、1996年5月17日 - ）は、日本の俳優。

## 来歴・人物
神奈川県出身。身長176cm、血液型はA型。
映画では制服を着る役柄を演じることが多い。また舞台では、新人の裁判官や応援団員、ベテラン芸人の弟分など、フレッシュさや後輩力を活かした役柄を演じることが多い。その一方で、「ぼくはだれ」～取調べ室での攻防2022～では復讐する事だけを生き甲斐に生きてきた殺人犯も演じている。

## 主な出演

### テレビドラマ
- HiGH&LOW THE WORST EPISODE.O（2019年7月、日本テレビ）[1]
- 突然ですが、明日結婚します（2017年1月 - 3月、フジテレビ）[1]
- ブラック校則 第5話（2019年10月、日本テレビ） - 大津永吾[5] 役
- 御上先生 第1話・第3話（2025年1月19日・2月2日、TBS） - 国家公務員試験受験生 役

### 映画
- 帝一の國　(2017年4月29日公開、監督 : 永井聡)　- 桜山悟[6] 役
- HELP!![7] (さぬき映画祭2018さぬきストリートプロジェクト/ショートムービーコンペティショングランプリ受賞作品、監督 : 田中佑和)
- 春待つ僕ら (2018年12月14日公開、監督 : 平川雄一郎)　- 男子校生役
- 賭ケグルイ　(2019年4月27日公開、監督 : 英勉)　- 四つん這いポチ[8] 役
- ブラック校則　(2019年11月1日公開、監督 : 菅原伸太郎)　- 大津永吾[5] 役
- 映像研には手を出すな！(2020年9月25日公開、監督 : 英勉)　 - 雨男[9] 役

### 舞台
- 劇団TEAM-ODAC 第23回本公演「僕らのピンクスパイダー」 作/演出：笠原哲平（2017年)[10]
- FPアドバンス produce「UKEMEN'S」 作/演出 :  西鹿 七（2017年)[11]
- ぱすてるからっと produce「夢追い少女は凍らない」 作/演出：佐藤颯（2017年)[12]
- イルカ団PRESENTS「ARSÈNE LUPIN-en Prison-」 原作・脚本 : モーリス・ルブラン / 脚本 : フランシス・ド・クロワッセ / 翻訳・構成・脚色・演出：小林ヒデタケ（2018年)[13]
- LIPS＊S 2018 SPRING MUSICAL「旋律のテロル」 作/演出：吉田武寛（2018年)[14]
- 劇団ズッキュン娘 第12回公演「夢で逢いま笑」脚本 : 藤吉みわ / 演出：滝井サトル（2018年)[15]
- A'company Produce Rook Musical「GET OUT! STREET!!〜Broken town〜ートゥー・ウェイ・ストリートー 」作/演出：村山歩（2019年)[16]
- 劇団 狼煙組 旗揚げ公演「皮肉にも天使」作/演出：永吉悠人（2019年)- 主演[17]
- 青色遊船まもなく出航No.3「窓越し」 作/演出：白井ラテ（2020年)[1]
- RISU PRODUSE vol.24「イキザマ3」 作/演出：松本匠（2020年）[1][4]
- ぱすてるからっと「murderHolic」 作/演出：佐藤颯（2021年)　- 主演[18]
- Mcompany vol.2 今井雅之七回忌追悼公演「My Way」作/演出：松本匠 （2021年)
- RISU PRODUSE vol.25「シロとクロの境界線[1][4]作/演出 : 松本匠（2021年)[1][4]
- 劇団 狼煙組 第三回本公演「春待つ貴方へ告げる夏」 作/演出 : 永吉悠人（2022年)[19]
- RISU PRODUSE vol.26「ぼくはだれ～取調べ室での攻防2022～」 作/演出 : 松本匠（2022年)[20][21]
- RISU PRODUSE vol.27「僕らが見た東京の空は」 作/演出 : 松本匠（2023年)[22][23]
- RISU PRODUCE vol.29「ユートピアに憧れて」 作/演出 : 松本匠（2025年）[24]

### CM
- 花王 サクセス[1]
- ドラゴンボールZ ブッチギリマッチ 長友佑都氏部室編[1]
- ツイキャス〈みんなの好きが集まる場所〉[25]
- ライブ配信トークアプリ　Pococha

### ラジオ
- 岡村洋一のシネマスクエア（2022年9月16日）

## 監督作品

### 短編映画
- ただ只管、君に恋した僕の青春。[26][27](2022年) - 監督、主演、プロデュース